# Vanessa dimorphica
Vanessa dimorphica is een vlinder uit de familie van de Nymphalidae. De wetenschappelijke naam van de soort is als Antanartia dimorphica voorgesteld door Thomas Graham Howarth in een publicatie uit 1966.

## Verspreiding
Deze soort komt voor in de bergbossen van Nigeria, Kameroen, Equatoriaal Guinee, Congo-Kinshasa, Soedan, Ethiopië, Oeganda, Kenia, Rwanda, Burundi, Tanzania, Zambia, Malawi, Mozambique , Zimbabwe, Zuid-Afrika en de Comoren.

## Waardplanten
De rups leeft op soorten van het geslacht Carduus (Asteraceae) en op soorten van de brandnetelfamilie (Urticaceae), waaronder Droguetia sp., Didymodoxa caffra (Thunb.) Friis & Wilmot-Dear, Laportea peduncularis (Wedd.) Chew en Pouzolzia parasitica (Forssk.) Schweinf..

## Ondersoorten
- Vanessa dimorphica dimorphica (Howarth, 1966)
- Vanessa dimorphica aethiopica (Howarth, 1966) (Ethiopië)
  - = Antanartia dimorphica aethiopica Howarth, 1966
- Vanessa dimorphica comorica (Howarth, 1966) (de Comoren)
  - = Antanartia dimorphica comorica Howarth, 1966
- Vanessa dimorphica mortoni (Howarth, 1966) (Nigeria, West-Kameroen, Bioko in Equatoriaal Guinee)
  - = Antanartia dimorphica mortoni Howarth, 1966
- Vanessa dimorphica upembana (Bouyer, 2010) (Congo-Kinshasa)
  - = Antanartia dimorphica upembana Bouyer, 2010